# 27 de juliol
El 27 de juliol és el dos-cents vuitè dia de l'any del calendari gregorià i el dos-cents novè en els anys de traspàs. Queden 157 dies per finalitzar l'any.

## Esdeveniments
Països Catalans
- 1710 - Almenar, Segrià: les tropes aliades derroten les borbòniques, les quals es veuen obligades a abandonar el Principat (Guerra de Successió espanyola).
- 1993 - Barcelona: Pink Floyd hi actua, dins la gira de presentació de The Division Bell.

Resta del món
- 1813 - A la batalla de Burnt Corn els Bastons Vermells creek derroten l'exèrcit dels Estats Units.
- 1921 - Investigadors de la Universitat de Toronto, amb Frederick Banting al capdavant, aïllen per primera vegada la insulina.[1]
- 1935 - Barcelona: Josep Sunyol i Garriga esdevé president del Barça.[2]
- 1936 - Arriba a Espanya el primer grup d'avions italians per part de Benito Mussolini.
- 1939 - Veracruz: Arriba a destí el vaixell Méxique, que porta a l'exili 2.200 refugiats republicans espanyols de la Guerra Civil.[3]
- 1940 - Bugs Bunny fa el seu debut oficial al film de dibuixos animats A Wild Hare.
- 1983 - Militants de l'Exèrcit Revolucionari Armeni realitzen l'assalt a l'ambaixada turca de Lisboa.
- 1977 - Entra en vigor a l'Estat Espanyol el Pacte Internacional dels Drets Civils i Polítics, que en el seu Article 1 proclama: Tots els pobles tenen dret a l'autodeterminació.[4]
- 1990 -
  - Citroën deixa de produir el 2CV.
  - El Parlament de Belarús proclamà la sobirania. El país assolí la independència el 25 d'agost de 1991.

## Naixements
Països Catalans
- 1842 - Figueres: Enriqueta Paler i Trullol, poetessa catalana (m. 1927).[5]
- 1867 - Lleida: Enric Granados i Campiña, compositor i pianista català.[6]
- 1907 - Elx: Francisca Vázquez Gonzálvez –Frasquita–, dirigent socialista valenciana (m. 1993).[7]
- 1936 - Barcelona: Josep Termes Ardèvol, historiador català (m. 2011).
- 1942 - Barcelona: Eva Serra i Puig, historiadora i activista política catalana (m. 2018).[8]
- 1981 - Calvià: Mariona Ares Martínez-Fortún, política mallorquina, treballadora en empreses hoteleres, ha estat diputada al Congrés.[9]

Resta del món
- 1740 - La Comelle, França: Jeanne Baret, botànica francesa, primera dona en circumnavegar el món (m. 1807).
- 1667 - Basilea, Suïssa: Johann Bernoulli, matemàtic, metge i filòleg suís.
- 1768 - Ligneries, Écorches, Orne, França: Charlotte Corday, la dona que va matar el radical jacobí francès Jean-Paul Marat el 1793 (m. 1793).[10]
- 1802 - Copenhaguen: Ida da Fonseca, cantant d'òpera i compositora danesa (m. 1858).[11]
- 1824 - París, França: Alexandre Dumas, novel·lista i dramaturg francès (m. 1895).
- 1827 - La Haia, Països Baixos: Gerardina Jacoba van de Sande Bakhuyzen, pintora neerlandesa del segle xix (m. 1895).[12]
- 1835 -, Pietrasanta, Toscana: Giosuè Carducci, poeta italià, Premi Nobel de Literatura de 1906 (m. 1907).[13]
- 1851 - Torsång: Ivar Hedenblad, director d'orquestra, compositor i pedagog musical suec.
- 1853 - Brighton: Clementina Black, escriptora anglesa, reformadora social, feminista i pionera sindicalista (m. 1922).[14]
- 1881 - Frankfurt del Main, Imperi Alemany: Hans Fischer, químic, metge, Premi Nobel de Química l'any 1930 (m. 1945).[15]
- 1884 - Clifton (Ontario)ː Kathleen Howard, cantant d'òpera i actriu canadenca (m. 1956).[16]
- 1898 - Madrid: Concha Méndez, escriptora espanyola de la Generació del 27 (m.1986).[17]
- 1904 - Poltava, Imperi Rus: Liudmila Rudenko, segona Campiona del món d'escacs (m. 1986)[18]
- 1909 - Colònia: Hilde Domin, poeta, escriptora i traductora alemanya.[19]
- 1910 - Saint -Florent-le-Vieil (França): Julien Gracq, novel·lista, poeta, assagista i dramaturg francès proper al surrealisme (m. 2007).[20]
- 1915 - Florència, Itàlia: Mario del Monaco, tenor italià (m. 1982).
- 1924 - Brageirac, Occitània: Bernat Lesfargues, escriptor i traductor occità (m. 2018).
- 1927 - La Goulette, Tunísia: Gisèle Halimi, advocada, activista feminista i política francotunisiana (m. 2020).[21]
- 1938 - Lilla: Isabelle Aubret, cantant francesa.[22]
- 1940 - Solingen, Rin del Nord-Westfàlia, Tercer Reich: Pina Bausch, ballarina i coreògrafa alemanya.[23]
- 1973 - Teheran, Pèrsia: Cassandra Clare, escriptora estatunidenca nascuda a l'Iran.[24]
- 1979 - Rio de Janeiro: Marielle Franco, sociòloga brasilera, política, feminista, defensora dels drets humans, assassinada (m. 2018).[25]
- 1985 - Seaside Heights, Nova Jersey, Estats Units: Lou Taylor Pucci, actor estatunidenc.
- 1994 - Toronto: Winnie Harlow, periodista i model canadenca que pateix vitiligen.[26]

## Necrològiques
Països Catalans
- 1276 - València: Jaume I, rei de València, Mallorca i Aragó, i comte de Barcelona.[27]
- 1936 - Sabadell, Vallès Occidental: Àngel Rodamilans i Canals, sacerdot, monjo benedictí, compositor i organista català.
- 1944 - Angeac-Charente, França: Joan Bartomeu i Valls, contramestre de telers català, víctima del nazisme.
- 1980 - Barcelona: Joan Ballester i Canals, editor i activista cultural català (n. 1913).
- 2023 - Premià de Mar: Didier Lourenço, pintor, litògraf i escultor català (n. 1968).
- 2024 - Gelidaː Àlex Susanna i Nadal, escriptor, professor i promotor cultural (n. 1957).

Resta del món
- 1510 - Pesaro, Itàlia: Joan Sforza, noble italià (n. 1466).
- 1705 - Weston-under-Lizard: Elizabeth Wilbraham, primera dona arquitecta coneguda, l'obra de la qual havia estat atribuïda a homes.[28]
- 1756 - París: Marie Sallé, ballarina i coreògrafa francesa (n. 1709).[29]
- 1841 - Piatigorsk (Rússia): Mikhaïl Iúrievitx Lérmontov, escriptor i poeta romàntic rus (n. 1814).
- 1844 - Manchester, Anglaterra: John Dalton, naturalista, químic, matemàtic i meteoròleg anglès (n. 1766).[30]
- 1917 - Berna (Suïssa): Emil Theodor Kocher, cirurgià suís, Premi Nobel de Medicina o Fisiologia de 1909 (n. 1841).[31]
- 1924 - Èmpoli, Toscana, Itàlia: Ferruccio Busoni, pianista i compositor italià (n. 1866).[32]
- 1934 - Thorey, França: Hubert Lyautey, militar francès, màxima autoritat del Protectorat Francès al Marroc (n. 1854).
- 1946 - París: Gertrude Stein, escriptora estatunidenca i col·leccionista d'art que va viure la major part de la seva vida a França (n. 1874).[33]
- 1962 - Sury-en-Vaus (França): Richard Aldington, el nom de pila del qual va ser Edward Godfree Aldington, escriptor i poeta britànic (n. 1892).[34]
- 1972 - Schruns, Àustria: Richard Nikolaus Graf Coudenhove-Kalergi, polític i geopolític txec, d'ascendència austríaca i japonesa, precursor del moviment paneuropeu (n. 1894).[35]
- 1980 - el Caire (Egipte): Mohammad Reza Pahlavi —en persa محمدرضا پهلوی— fou Xa de l'Iran (n. 1919).[35]
- 1981 - Oak Ridge, Tennessee: Elizabeth Rona, química nuclear hongaresa nacionalitzada estatunidenca (n. 1890).[36]
- 1984 - Lausana, Suïssa: James Mason, actor de teatre i cinema anglès (n. 1909).[37]
- 1990 - Hove, (Anglaterra): Elizabeth Allan, actriu anglesa.
- 1994 - Madrid, Espanya: Rosa Chacel Arimón, escriptora espanyola de la Generació del 27 (n. 1898).[38]
- 2011 - Neuchâtel, (Suïssa): Agota Kristof (en hongarès Kristóf Ágota),escriptora hongaresa, que va viure a Suïssa i escrivia en francès (n. 1935).[20]
- 2017 - Midway, Kentucky (Estats Units): Sam Shepard fou un dramaturg, actor, director de cinema i guionista estatunidenc.
- 2021 - Ribadesella: Menchu Álvarez del Valle, periodista radiofònica espanyola i àvia de la reina Letizia (n. 1928).[39]

## Festes i commemoracions
- Festes patronals de Mataró: les Santes i diada castellera de les Santes
- Quart dia de les festes de Moros i Cristians de la Vila Joiosa (Marina Baixa)
- Dia de la Victòria en la Gran Guerra Patriòtica d'Alliberament

Santoral
Església Catòlica
- - Sants i beats al Martirologi romà (2011):
    - Sant Pantaleó, màrtir (305), i els seus companys Hermolau, Hermip i Hermàcrates;
    - Set Dorments d'Efes, màrtirs;
    - Celestí I, papa (432);
    - Simeó Estilita Tercer, anacoreta (459);
    - Desiderat de Besançon, bisbe (s. V);
    - Ursus de Loches, abat (s. V-VI); Ecclesi de Ravenna, bisbe (ca. 532);
    - Galactori de Lescar, bisbe (s. VI);
    - Antusa d'Honoríade, verge (777);
    - Màrtirs de Còrdova, màrtirs (852);
    - Sants Apòstols de Bulgària: Naüm d'Ocrida, missioner (910);
    - Climent d'Ocrida, bisbe (916), i Sabas de Belica,
    - Goradz i Angelari, deixebles de Ciril i Metodi.
      - Beats:
        - Bertold de Garsten, abat (1142);
        - Raimon el Palmer, laic (1200);
        - Nevoló de Faenza, pelegrí (1280);
        - Lucia Bufalari, monja (ca. 1350);
        - Robert Sutton, sacerdot màrtir (1588);
        - William Davies, sacerdot màrtir (1593);
        - Maria Maddalena Martineno, abadessa (1737);
        - Bennó II d'Osnabrück, bisbe (1088);
        - Giacomo Papocchi, eremita (1289)
        - Maria Grazia Tarallo, monja (1912);
        - Joaquim Vilanova Camallonga, prevere màrtir (1936); Modesto Vegas, prevere màrtir (1936);
        - Felipe Hernández Martínez, Zacarías Abadía Buesa, Jaime Ortíz Alzueta, monjos màrtirs (1936);
        - Andrés Jiménez Galera, salesià màrtir (1936);
        - Àngel Rodamilans i Canals, màrtir (1936)
        - Maria Klemensa Staszewska, monja màrtir (1943).

  - Sants que no figuren al Martirologi:
    - santes Juliana i Semproniana (25 de juliol al Martirologi romà);
    - Fèlix, Júlia i Jocunda de Nicomèdia, màrtirs;
    - Maur, Pantaleimó i Sergi de Bisceglia, màrtirs (ca. 117);
    - Simeó d'Egees, eremita;
    - Luican de Kill-luician;
    - Lucà de Sabiona, bisbe (s. V);
    - Fronimi de Metz, bisbe (ca. 500);
    - Eteri d'Auxerre, bisbe (573);
    - Congall de Iabhnal-Livin, eremita;
    - Waldrada de Saint-Pierre, abadessa (s. VII);
    - Arnau de Lió, bisbe llegendari (1128);
    - Huguet de Lincoln, nen màrtir inexistent (1255);
    - sant Carlemany, emperador (a Aquisgrà)
- Venerable Conrad d'Ottobeuren, abat (1227)

Església Copta
- 20 Abib: Teodor d'Antioquia, soldat (220)

Església Ortodoxa (segons el calendari julià)
- Se celebren els corresponents al 9 d'agost del calendari gregorià

Església Ortodoxa (segons el calendari gregorià), orresponen als sants del 14 de juliol del calendari julià
- Sants:
  - Just de Roma, màrtir (s. I);
  - Àquila i Prisca d'Efes, màrtirs;
  - Elies d'Egipte;
  - Heracli d'Alexandria, patriarca (246);
  - Hel·li d'Egipte, monjo (s. IV);
  - Onèssim de Magnèsia, taumaturg (ca. s. IV);
  - Pere de Gortina, bisbe; Mèrope, màrtir;
  - Justinià II, emperador romà d'Orient;
  - Joan de Merv, màrtir;
  - Josep Estudita, arquebisbe de Tessalònica (832);
  - Esteve de Makhrixtxe (1406);
  - Vladímir i Agripina de Rzhev;
  - Nicodem d'Atos (1809);
  - Konstantin, prevere màrtir (1918);
  - Nikolai, prevere màrtir (1933).

Església Ortodoxa Grega
- Àquila, Hilari, Pere el Jove i Heracli, màrtirs

Església Evangèlica d'Alemanya
- Angelus Merula, prevere màrtir (1557);
- Gustav Friedrich Ludwig Knak, rector i poeta (1878)

Esglésies anglicanes
- Brooke Foss Westcott, bisbe de Durham (1901)